# Mega Express Five
Die Mega Express Five ist ein 1993 als Phoenix Express in Dienst gestelltes Fährschiff der italienischen Reederei Corsica Ferries – Sardinia Ferries. Sie wird seit 2009 auf verschiedenen Strecken zwischen Italien, Frankreich und Korsika eingesetzt.

## Geschichte
Die Phoenix Express wurde am 21. August 1992 unter der Baunummer 963 in der Werft von Mitsubishi Heavy Industries in Shimonoseki auf Kiel gelegt und lief am 29. Januar 1993 vom Stapel. Nach der Ablieferung an die  Marine Express Company mit Sitz in Tokio nahm das Schiff am 20. Juni 1993 den Fährdienst zwischen Kawasaki und Hyūga auf. Die Phoenix Express ergänzte hierbei ihr im November 1992 in Dienst gestelltes Schwesterschiff Pacific Express. Seit 2002 lief das Schiff zudem die Häfen von Kōchi und Nachikatsuura an.
Im Februar 2005 ging die Phoenix Express in den Besitz der Reederei Miyazaki Car Ferry über. Sie blieb noch bis September 2006 im Einsatz und wurde anschließend als Mega Express Five an Corsica Ferries – Sardinia Ferries verkauft. Am 29. Juni 2006 trat das Schiff die Überführungsfahrt nach Messina an, wo es nach seinem Eintreffen am 22. Oktober 2006 in der Palumbo Yard für den weiteren Dienst umgebaut wurde. Der Umbau ging aufgrund von Unstimmigkeiten zwischen der Reederei und der Werft über den Umfang der Arbeiten nur langsam voran und kam teilweise vollständig zum Erliegen. Erst am 6. April 2009 konnte die Mega Express Five ihre erste Reise von Toulon nach Korsika antreten.
Das Schiff steht auf verschiedenen Routen zwischen Italien, Frankreich und den Inseln Korsika oder Sardinien im Einsatz. Häufige Anlaufhäfen sind unter anderem Toulon, Nizza, Porto-Vecchio oder Bastia.